# Elva (gemeente in Estland)
Elva (Estisch: Elva vald) is een gemeente in de Estlandse provincie Tartumaa. De gemeente telde 14.863 inwoners op 1 januari 2023 en heeft een oppervlakte van 732,27 vierkante kilometer.
De landgemeente ontstond in oktober 2017 uit een fusie van de stadsgemeente Elva met de landgemeenten Konguta, Puhja, Rannu en Rõngu. Bovendien werden zeven plaatsen uit de gemeente Palupera en zes plaatsen uit de gemeente Puka bij Elva gevoegd.
De gemeente ligt aan het meer Võrtsjärv. Door de gemeente loopt de spoorlijn Tartu - Valga. Peedu (een voorstad van de stad Elva), Elva zelf en Palupera hebben een station aan de lijn.

## Plaatsen
De gemeente telt:
- één plaats met de status van stad (linn): Elva, tevens het bestuurscentrum van de gemeente;
- zes plaatsen met de status van vlek (alevik): Käärdi, Kureküla, Puhja, Rannu, Rõngu en Ulila;
- 78 plaatsen met de status van dorp (küla): Aakre, Annikoru, Astuvere, Atra, Ervu, Hellenurme, Härjanurme, Järvaküla, Järveküla, Kaarlijärve, Kaimi, Kalme, Käo, Kapsta, Karijärve, Kipastu, Kirepi, Kobilu, Kõduküla, Konguta, Koopsi, Koruste,  Külaaseme, Kulli, Kurelaane, Lapetukme, Lembevere, Lilleküla, Lossimäe, Mäelooga, Mäeotsa, Mäeselja, Majala, Mälgi, Metsalaane, Mõisanurme, Nasja, Neemisküla, Noorma, Paju, Palamuste, Palupera, Palupõhja, Pastaku, Pedaste, Piigandi, Poole, Pööritsa, Poriküla, Pühaste, Purtsi, Raigaste, Rämsi, Rannaküla, Rebaste, Ridaküla, Saare, Sangla, Suure-Rakke, Tamme, Tammiste, Tännassilma, Teedla, Teilma, Tilga, Uderna, Urmi, Utukolga, Vahessaare, Väike-Rakke, Valguta, Vallapalu, Vehendi, Vellavere, Verevi, Vihavu, Võllinge en Võsivere.

## Geboren in Elva
- in Hellenurme: Konrad Mägi (1878-1925), kunstschilder
- In de stad Elva: Kalle Kriit (1983), wielrenner
- In de stad Elva: Kerli Kõiv (1987), zangeres

Stadsgemeente: Tartu

Landgemeenten: Elva · Kambja · Kastre · Luunja · Nõo · Peipsiääre · Tartu vald